# Нижньобишкинська сільська рада
Нижньобишки́нська сільська́ ра́да — адміністративно-територіальна одиниця та орган місцевого самоврядування у Зміївському районі Харківської області. Адміністративний центр — село Нижній Бишкин.

## Загальні відомості
- Нижньобишкинська сільська рада утворена в 1920 році.
- Територія ради: 88,905 км²
- Населення ради: 1 350 осіб (станом на 2001 рік)
- Територією ради протікає річка Сіверський Дінець.

## Населені пункти
Сільській раді підпорядковані населені пункти:
- с. Нижній Бишкин
- с. Геївка
- с. Суха Гомільша
- с. Черкаський Бишкин

### Колишні населені пункти
- Гнилище

## Склад ради
Рада складається з 16 депутатів та голови.
- Голова ради: Северін Віктор Олександрович

### Керівний склад попередніх скликань
| Прізвище, ім'я, по батькові  | Основні відомості                                                                       | Дата обрання | Дата звільнення |
| ---------------------------- | --------------------------------------------------------------------------------------- | ------------ | --------------- |
| Шульга Наталія Вікторівна    | Сільський голова, 1969 року народження, позапартійна                                    | 26.03.2006   | 31.10.2010      |
| Северін Віктор Олександрович | Сільський голова, 1963 року народження, освіта середня спеціальна, член Партії регіонів | 31.10.2010   |                 |

Примітка: таблиця складена за даними сайту Верховної Ради України

### Депутати
За результатами місцевих виборів 2010 року депутатами ради стали:

#### За суб'єктами висування
| Суб'єкт висування                                       | Кількість обраних депутатів | %    |
| ------------------------------------------------------- | --------------------------- | ---- |
| Партія регіонів                                         | 13                          | 81,3 |
| Політична партія «Сильна Україна»                       | 2                           | 12,5 |
| Політична партія Всеукраїнське об'єднання «Батьківщина» | 1                           | 6,3  |

#### За округами
| № округу                                                | Прізвище, ім'я, по батькові   | Дата визнання обраним | Освіта  | Партійна приналежність                  | Відомості про обраного депутата                                          |
| ------------------------------------------------------- | ----------------------------- | --------------------- | ------- | --------------------------------------- | ------------------------------------------------------------------------ |
| Партія регіонів                                         |                               |                       |         |                                         |                                                                          |
| 2                                                       | Бекетов Роман Володимирович   | 03.11.2010            | вища    | позапартійний                           | Зміївський лісгосп, майстер лісу                                         |
| 3                                                       | Щербак Олексій Іванович       | 03.11.2010            | вища    | член Партії регіонів                    | приватний підприємець                                                    |
| 4                                                       | Колобова Олена Василівна      | 03.11.2010            | середня | позапартійна                            | Нижньобишкинська сільська бібліотека, бібліотекар                        |
| 5                                                       | Баздирєва Зінаїда Андріївна   | 03.11.2010            | вища    | член Партії регіонів                    | Нижньобишкинська Загальноосвітня школа І-ІІІ ст., вчитель                |
| 7                                                       | Асєєв Михайло Петрович        | 03.11.2010            | середня | позапартійний                           | Нижньобишкинська амбулаторія загальної практики сімейної медицини, водій |
| 8                                                       | Осова Людмила Борисівна       | 03.11.2010            | середня | позапартійна                            | пенсіонер                                                                |
| 9                                                       | Тарнавський Ігор Іванович     | 03.11.2010            | середня | позапартійний                           | Зміївська теплова електрична станція, слюсар                             |
| 11                                                      | Свистун Сергій Іванович       | 03.11.2010            | середня | позапартійний                           | Черкаськобишкинська початкова школа І-ІІ ст., охоронець                  |
| 12                                                      | Зирянов Олексій Федорович     | 03.11.2010            | вища    | член Партії регіонів                    | ТОВ Торговельний комплекс "Комсомольський ", директор                    |
| 13                                                      | Пономар Віталій Олексійович   | 03.11.2010            | середня | позапартійний                           | Зміївська теплова електрична станція, слюсар                             |
| 14                                                      | Олійник Ніна Іванівна         | 03.11.2010            | середня | позапартійна                            | Приватне підприємство "Северін ", продавець                              |
| 15                                                      | Жовтенко Сніжана Іванівна     | 03.11.2010            | середня | член Партії регіонів                    | Фельшерсько-акушерський пункт с. Геївка, завідувачка                     |
| 16                                                      | Ямпольська Валентина Іванівна | 03.11.2010            | середня | член Партії регіонів                    | Нижньобишкинське поштове відділення, листоноша                           |
| Політична партія Всеукраїнське об'єднання «Батьківщина» |                               |                       |         |                                         |                                                                          |
| 10                                                      | Ткачова Любов Тимофіївна      | 03.11.2010            | середня | позапартійна                            | Черкаськобишкинський сільський клуб, завідувачка                         |
| Політична партія «Сильна Україна»                       |                               |                       |         |                                         |                                                                          |
| 1                                                       | Бабич Тетяна Миколаївна       | 03.11.2010            | середня | член Політичної партії «Сильна Україна» | Нижньобишкинська сільська рада, касир                                    |
| 6                                                       | Бекетова Олеся Миколаївна     | 03.11.2010            | середня | член Політичної партії «Сильна Україна» | тимчасово не працює                                                      |